# 한세모빌리티
한세모빌리티 주식회사는 대한민국의 전장품, 제동장치 등을 생산하는 자동차 부품 제조업체로, 한세예스24홀딩스의 자회사이다.

## 역사 및 현황
- 1984년 10월 30일: 회사 설립[4]